# Animatisme
 (novembre 2012).
Si vous disposez d'ouvrages ou d'articles de référence ou si vous connaissez des sites web de qualité traitant du thème abordé ici, merci de compléter l'article en donnant les références utiles à sa vérifiabilité et en les liant à la section « Notes et références ».
L'animatisme, ou encore pré-animisme, a notamment été étudié par l'anthropologue anglais Robert Ranulph Marett. C'est la croyance qui attribue des forces occultes et des propriétés vitales à des objets inanimés. La vénération de ces objets, par exemple par le biais d'offrandes, conférait pouvoir, force et succès. Cette définition rapproche l'animatisme du fétichisme.
Freud a défini l'animatisme comme « la doctrine de la vivification de la nature que nous trouvons inanimée et auquel se rattachent l'animalisme et le monisme ».
On trouve des exemples d'animatisme chez les Incas qui vénéraient les huacas, mot désignant des sanctuaires ou des fétiches qui pouvaient être par exemple des pierres trouvées ayant une forme particulière.

### Ouvrages
- Robert Ranulph Marett, The threshold of religion, Londres, Methuen, 1909, 276 p.

### Études
- M. Panoff et M. Perrin, Dictionnaire de l'ethnologie, Payot, 1973, p. 21.
- Gary Ferraro, Cultural Anthropology: An Applied Perspective, 7th ed. Belmont, CA: Thompson Wadsworth, 2008, p. 340.